# Doc Strange

Doc Strange é um personagem de histórias em quadrinhos americanas, um super-herói que apareceu pela primeira vez na revista Thrilling Comics #1 (Better Publications, também conhecida como Nedor Comics) em 1940.  Por estar em domínio público, o personagem foi revivido em várias publicações, como em Tom Strong da America's Best Comics, publicado também pela Vertigo.

## História do personagem na Era de Ouro
Hugo Strange ("Dr. Strange", mais tarde "Doc Strange") era um cientista americano que desenvolveu um soro chamado Alosun - descrito como um "destilado de átomos solares" - que, quando ingerido, lhe dava força sobre-humana, a capacidade de voar e invulnerabilidade. Doc Strange foi assistido por sua namorada Virginia Thompson. Em Thrilling Comics # 24, ele ganhou o sidekick adolescente chamado Mike, que usava uma roupa idêntica à de Doc Strange, junto com uma capa verde. Embora não tenha energia durante as aventuras anteriores, Mike ganhou os mesmos poderes de Doc Strange.
Doc Strange apareceu em Thrilling Comics # 1–64 e em America's Best Comics # 1–23, 27 durante a Era de ouro das histórias em quadrinhos americanas.

## Revivals

### AC Comics
Doc Strange foi brevemente revivido nas páginas do Femforce como parte dos Vault Heroes, um grupo de super-heróis da Era de Ouro que se ofereceram para se congelarem criogenicamente após a Segunda Guerra Mundial, para que pudessem ser revividos caso o mundo precisasse deles. Ele morreu logo após ser descongelado, fazendo os heróis perceberem que o processo criogênico não funcionava perfeitamente em todos.
A AC Comics reimprimiu muitas de suas aventuras da Era de Ouro em várias antologias.

### Tom Strong
Doc Strange, junto com outros heróis da Nedor Comics, foram revividos por Alan Moore em sua série Tom Strong. Esse renascimento colocou os personagens em um mundo paralelo chamado Terra Obscura, que também foi o título da minissérie resultante. O personagem foi renomeado "Thomas Hugo Strange" (ou "Tom Strange"), presumivelmente para destacá-lo do feiticeiro Doutor Estranho da Marvel Comics e do vilão do Hugo Strange do Batman, e apresentá-lo como uma versão da Terra Obscura de Tom Strong.
Em Tom Strong #11, Moore e o co-criador Chris Sprouse apresentam mais completamente a ideia de Terra Obscura ser uma Terra paralela, "mas em nossa própria dimensão. Em nossa própria galáxia". O próprio Tom Strong o encontrou enquanto viajava sozinho pelo espaço. Ele teoriza que a Terra duplicada (e o sistema solar duplicado) "devem ser devidos a algum acaso quase inconcebível da matemática, de probabilidade estatística".
Nesta edição, é revelado que Tom Strange percorreu a Via Láctea por 30 anos para buscar Strong para obter ajuda para impedir uma ameaça alienígena que matou ou aprisionou a maioria dos heróis da ciência da Terra Obscura. Julga-se que Strange partiu para sua tarefa logo depois que Tom partiu. O estresse de saltar de um mundo para outro temporariamente deixa Strange louco. Ele luta com Tom antes de ser subjugado e dormir - sem sonhos - por duas semanas. Uma vez que ele acorda, ele tem uma mente muito mais calma. Os dois voltam para casa no novo navio de Tom, Tom mostra a Strange uma série de histórias em quadrinhos, produzidas em sua terra, que combinam com a história e os eventos na Terra de Strange.

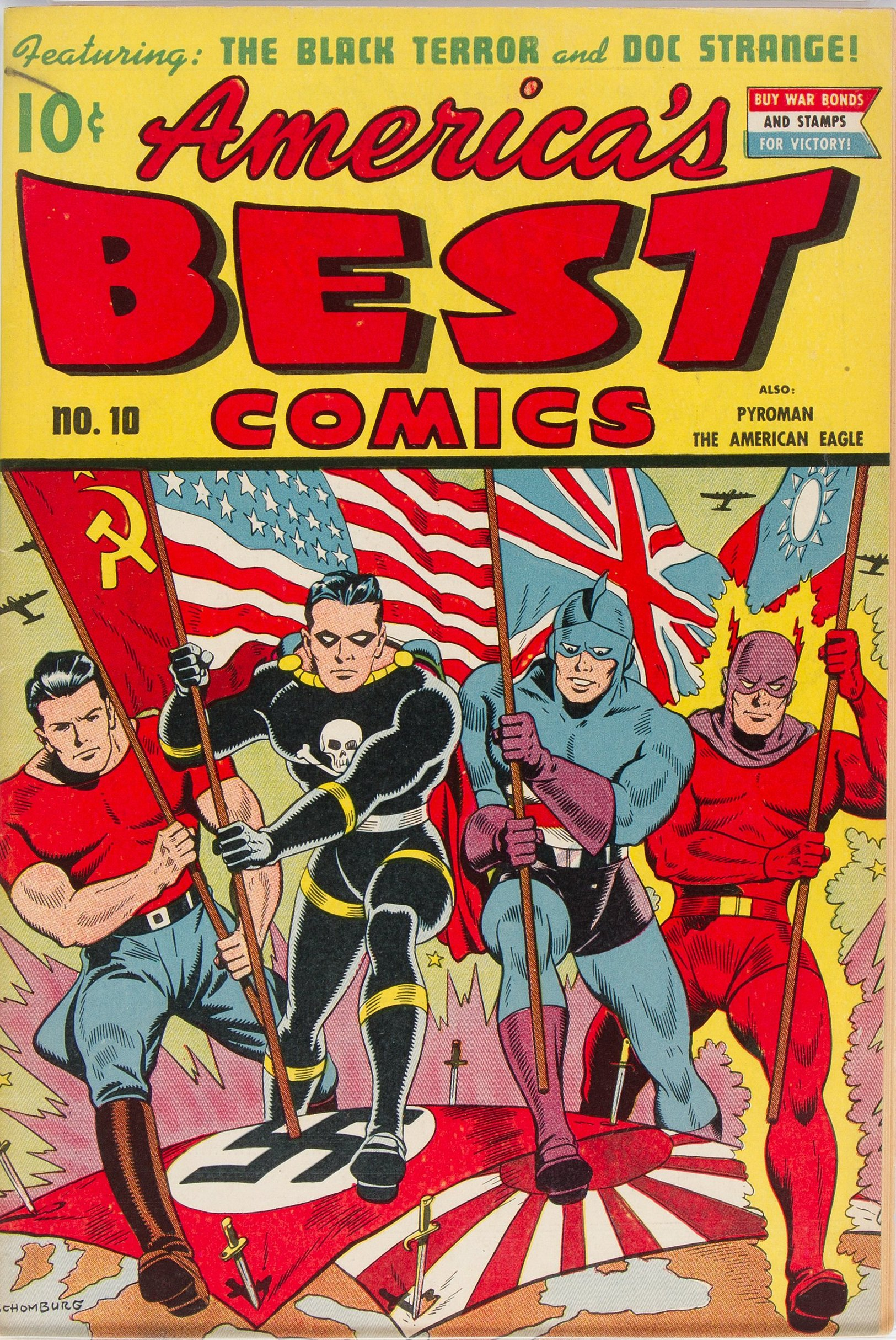
America's Best Comics #7, outubro de 1943

Tom ajuda Strange a reviver seus aliados sobreviventes, a maioria dos quais foram presos no tempo pela ameaça alienígena nos últimos trinta anos, inconsciente e infeliz. Com o conteúdo de um laboratório escondido nas profundezas da cidade invertida de 'Invertica', os super-heróis reunidos conseguem neutralizar a ameaça alienígena.
Ele é descrito por Strong como o ser mais poderoso que ele já conheceu, e em uma liga completamente diferente de Strong.
Ele opera com a encarnação moderna do SMASH.
Em 2013, ele apareceu na minissérie Tom Strong and the Planet of Peril da Vertigo.

### Heroes, Inc
Doc Strange aparece no webcomic Heroes, inc. juntamente com o Captain Future da Era de Ouro Besouro Azul para salvar Diana Masters (Miss Masque) de um ataque de soldados futuristas. É revelado em flashbacks que ele é um dos cientistas que criaram os heróis originais da Era de Ouro da Segunda Guerra Mundial, sob a direção de Archibald Masters (American Crusader). Ele desenvolveu um produto químico chamado Alosun para o projeto de super-herói, mas inspirado pelos heróis que eles estavam criando, ele testou em si mesmo primeiro sozinho.

## Poderes  e habilidades
Tom Strange é capaz de voar (ou pelo menos grandes saltos do Superman da Era de Ouro), força sobre-humana e sobreviver indefinidamente no vácuo do espaço (sem ar ou água), e tem invulnerabilidade para reentrar em impactos extremos (caindo para Terra do espaço) e balas. Ele também é um cientista brilhante.